# إيليا تشيرنيشوف
إيليا تشيرنيشوف (بالإنجليزية: Ilya Chernyshov) (من مواليد 6 سبتمبر 1985) هو دراج من كازاخستان.
شارك في دورة الألعاب الآسيوية 2006 في الدوحة، قطر.

## روابط خارجية
- إيليا تشيرنيشوف على موقع الاتحاد الدولي للدراجات (الإنجليزية)
- إيليا تشيرنيشوف على موقع أرشيف الدراجات (الإنجليزية)
- إيليا تشيرنيشوف على موقع إحصائيات الدراجات الإحترافية (الإنجليزية)
- إيليا تشيرنيشوف على موقع نسبة الدراجات (الإنجليزية)
- إيليا تشيرنيشوف على موقع أوليمبيديا (الإنجليزية)